# Martin Ryle
Martin Ryle (Brighton, 27 september 1918 – Cambridge, 14 oktober 1984) was een Engels astronoom die aan de wieg stond van de radioastronomie. Hij ontwikkelde de radio-interferometer en de methode van de apertuursynthese. In 1972 volgde hij Richard Woolley op als Astronomer Royal. Samen met Antony Hewish won hij in 1974 de Nobelprijs voor Natuurkunde.

## Levensloop
Ryle werd geboren als tweede van de vijf kinderen van John Ryle en Miriam Scully. Zijn vader was professor in Cambridge en later in Oxford. Ryle werd opgeleid aan het Bradfield College en aan de Universiteit van Oxford. Hij ging daarna werken onder leiding van John Ashworth Ratcliffe bij het onderzoek naar de ionosfeer in het Cavendish Laboratory van de Universiteit van Cambridge. Na korte tijd werd hij in 1939 tewerkgesteld voor de Royal Air Force voor de verdere ontwikkeling van de radar en andere radio-systemen.
Na de oorlog werkte hij bij het Cavendish Laboratory om de pas ontdekte radio-emissies van de zon te onderzoeken. Hiervoor ontwikkelde hij de radio-interferometer, analoog aan de optische interferometer ontwikkeld door Albert Michelson voor het meten van de diameters van sterren in de jaren 20. Daarna legde hij zich toe op het onderzoek van radiobronnen in de ruimte, voor het eerst ontdekt door Karl Jansky in 1932. Voor dit onderzoek en de daarbij ontwikkelde methode van de apertuursynthese, een methodologie die radiotelescopen en computers oplijnt voor ruimteobservatie, ontving hij in 1974 de Nobelprijs voor de Natuurkunde. Hij stelde uitgebreide catalogi op van de ontdekte radiobronnen.
Ryle werd in 1966 geridderd en sindsdien mag hij als sir benoemd worden.  Hij ontving talrijke onderscheidingen van binnen- en buitenlandse organisaties. De laatste jaren van zijn leven ging zijn aandacht naar het misbruik van de wetenschappen en van de technieken waaraan hij zo’n belangrijke bijdrage had geleverd. Hij experimenteerde met de ontwikkeling van windenergie en verzette zich hevig tegen de nucleaire bewapeningswedloop.
Ryle trouwde met Rowena Palmer in 1947 en had een zoon en twee dochters.

## Onderscheidingen

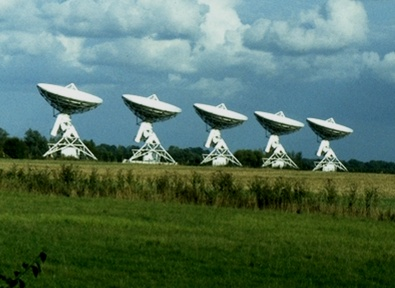
Rij oost-west gerichte radio-antennes voor de Ryle-telescoop in Cambridgeshire

- 1954 - Hughes Medal, Royal Society of London
- 1964 - Gold Medal, Royal Astronomical Society, Londen
- 1965 - Henry Draper Medal, U.S. National Academy of Sciences
- 1971 - De Faraday Medal, Institution of Engineering and Technology
- 1973 - Royal Medal, Royal Society of London
- 1974 - Bruce Medal, Astronomical Society of the Pacific
- 1974 - Nobelprijs voor Natuurkunde

### Naar hem genoemd
De Ryle telescoop, een radio-interferometer bestaande uit 8 elementen van het Mullard Radio Astronomy Observatory.